# Platymetopius filigranus
Platymetopius filigranus är en insektsart som beskrevs av Scott 1876. Platymetopius filigranus ingår i släktet Platymetopius och familjen dvärgstritar. Inga underarter finns listade i Catalogue of Life.